# Karl Karlsson i Mo
Karl Karlsson (i riksdagen kallad Karlsson i Mo), född 16 april 1867 i Lits socken, död 3 mars 1953 i Östersund, var en svensk lantbrukare och politiker (liberal, senare högerman).
Karl Karlsson, som kom från en bondesläkt, var lantbrukare i Mo i Lits socken, där han också var kommunalstämmans ordförande.
Han var riksdagsledamot i andra kammaren 1903-1911 för Jämtlands norra domsagas valkrets samt 1914-1917 för Jämtlands läns norra valkrets. I riksdagen tillhörde han Frisinnade landsföreningens riksdagsgrupp Liberala samlingspartiet 1903-1908, men betecknade sig åren 1909-1911 som högervilde och tillhörde vid återkomsten 1914-1917 Lantmanna- och borgarpartiet.
Inför andrakammarvalet 1908 hade Karlsson meddelat sin avsikt att utträda ur liberala samlingspartiet. Liberalerna ställde upp med en egen kandidat för att besegra Karlsson inför valet men de misslyckades, och Karlsson blev återvald. Karlsson hade inte följt det liberala samlingspartiets linje inom frågan om rösträtt.
Karl Karlsson var i riksdagen bland annat suppleant i konstitutionsutskottet 1910-1911 och 1914-1917. Han engagerade sig i skilda ämnen, exempelvis för försvarssatsningar i Norrland och hjälp åt fattiga barns skolgång i Hotagens socken.